# Differentialoperator
En differentialoperator är en operator vars verkan på en funktion bland annat involverar att derivera funktionen ifråga.
De enklaste differentialoperatorerna är de vanliga deriveringarna med avseende på en eller annan variabel, till exempel (med Leibniz derivatanotation)
{\displaystyle {\frac {d}{dx}},{\frac {d}{dy}},{\frac {d^{2}}{dx^{2}}},\dots }
En allmän differentialoperator kan dock utföra mer än bara en rak derivering. Det är vanligt att man paketerar ett ofta förekommande deluttryck som beror på en eller flera derivator av en funktion som en namngiven differentialoperator, vilken sedan appliceras på lämplig funktion. Ett exempel på detta är Laplaceoperatorn
{\displaystyle \Delta ={\frac {\partial ^{2}}{\partial x^{2}}}+{\frac {\partial ^{2}}{\partial y^{2}}}+{\frac {\partial ^{2}}{\partial z^{2}}}}
vilken har egenskapen att när Δ appliceras på en funktion f av tre variabler x, y och z så blir resultatet
{\displaystyle \Delta f(x,y,z)={\frac {\partial ^{2}f}{\partial x^{2}}}(x,y,z)+{\frac {\partial ^{2}f}{\partial y^{2}}}(x,y,z)+{\frac {\partial ^{2}f}{\partial z^{2}}}(x,y,z)}
det vill säga summan av de tre andraderivatorna av f med avseende på x, y, respektive z. Ett annat exempel är Bessels differentialoperator
{\displaystyle B=x^{2}{\frac {d^{2}}{dx^{2}}}+x{\frac {d}{dx}}+x^{2}}
med vars hjälp man kan skriva Bessels differentialekvation som att {\displaystyle B(J_{\alpha })(x)=\alpha ^{2}J_{\alpha }(x)}; vänsterledet här är enligt definitionen av B detsamma som {\displaystyle x^{2}J_{\alpha }''(x)+xJ_{\alpha }'(x)+x^{2}J_{\alpha }(x)}.
Formellt sett är en differentialoperator en funktion som tar en funktion som argument och ger en funktion som resultat (en högre ordningens funktion), så resultatet av att applicera differentialoperatorn L på funktionen f borde skrivas {\displaystyle L(f)} och värdet av denna resultatfunktion i punkten x borde skrivas {\displaystyle L(f)(x)}, men i praktiken är skrivsätten {\displaystyle Lf} och {\displaystyle Lf(x)} mycket vanligare. En orsak till detta är tröghet – differentialoperatorer är, även i den allmänna betydelsen, betydligt äldre än den moderna rigorösa tolkningen av det matematiska formelspråket, och dessutom används de företrädesvis inom matematisk analys snarare än de grenar av matematiken där man studerar formelspråkets logiska fundament – liksom att man vill betona likheten med elementära differentialoperatorer som {\displaystyle \textstyle {\frac {d}{dx}}} vilka av hävd skrivs utan parentes runt funktionen. En annan orsak för det parenteslösa bruket är att det ofta är mer intuitivt att betrakta applikation och sammansättning av operatorer som ett slags multiplikation, varvid man strävar efter ett beteckningssätt som påminner om det man skulle förvänta sig för matriser.